# Premiile Latin Grammy
Latin Grammy Awards au fost lansate în anul 2000 printr-o emisiune de televiziune difuzată pe canalul CBS. 
Ca Premiile Grammy, Academia Latin Grammy premiază excelența artistică și tehnica în arta de înregistrare și științe prin vot.
A 11-a ediție a Premiilor Latin Grammy au avut loc pe 11 noiembrie 2010 la Mandalay Bay Events Center, în Las Vegas.